# Wyschkiw
Wyschkiw (ukrainisch Вишків; russisch Вышков Wyschkow, polnisch Wyszków) ist ein Dorf in den Waldkarpaten im Westen der ukrainischen Oblast Iwano-Frankiwsk mit etwa 650 Einwohnern (2001).

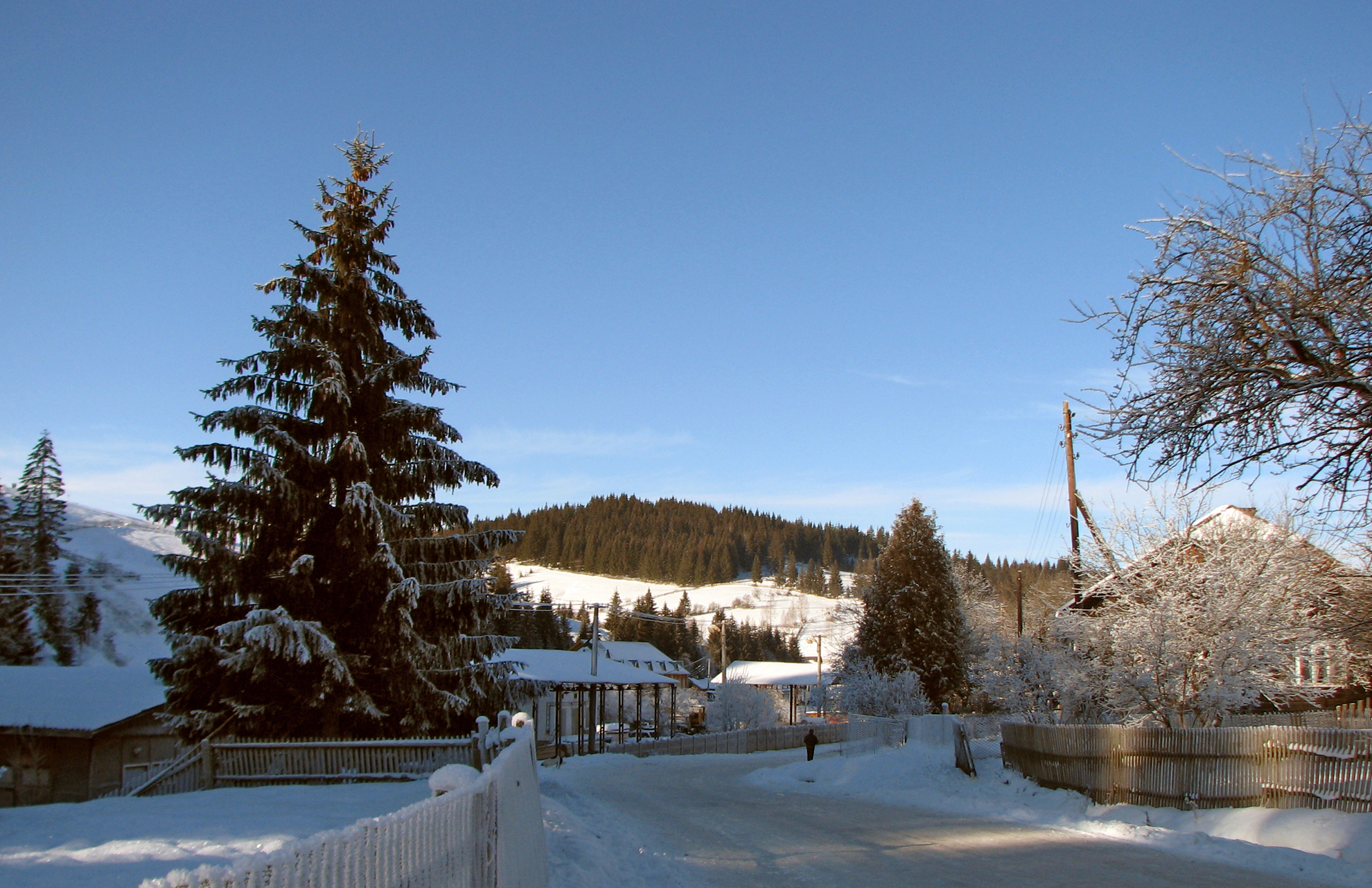

Das erstmals 1678 schriftlich erwähnte Dorf liegt am Ufer der Misunka (Мізунька), einem 51 km langen, linken Nebenfluss des Dnister-Zuflusses Switscha (Свіча), etwa 100 km südwestlich vom Oblastzentrum Iwano-Frankiwsk.
Wyschiw besitzt ein auf 800 m Höhe gelegenes Skigebiet und ist ein bequemer Ausgangspunkt für Reisen zum Hauptkamm des Gorgany-Gebirgzuges sowie zum Synewyr-See, dem größten See in den ukrainischen Karpaten.
Das Dorf liegt an der Regionalstraße P–21 zwischen dem 42 km im Nordosten gelegenen ehemalige Rajonzentrum Dolyna im Norden und der 90 km südwestlich gelegenen Stadt Chust in der Oblast Transkarpatien.
Am 2. August 2018 wurde das Dorf ein Teil der neu gegründeten Siedlungsgemeinde Wyhoda im Rajon Dolyna, bis dahin bildete es die gleichnamige Landratsgemeinde Wyschkiw (Вишківська сільська рада/Wyschkiwska silska rada) im Süden des Rajons.
Am 17. Juli 2020 wurde der Ort Teil des Rajons Kalusch.